# Награде Еми
Награде Еми (енгл. Emmy Awards) јесу награде које се додељују за америчку телевизијску продукцију. Сличне су наградама Пибоди, али су за разлику од њих више усмерене забави. Сматрају се еквивалентом Оскара.
Еми статуета, која приказује крилату жену која држи атом, добила је име по „ими”, неформалном термину за ортиконску цев слике која је била уобичајена у раним телевизијским камерама. Она се сматра једном од четири главне годишње америчке награде за забаву, заједно са Гремијем за музику, Оскаром (наградом Академије) за филм и Тонијем за позориште.
Награде се додељују у више различитих категорија, а одлуку о победнику доносе три организације:
- Академија телевизијске уметности и наука, која одлучује о наградама у категорији програма који се емитују у ударном термину
- Национална академија телевизијске уметности и наука, која одлучује о наградама у категорији програма који се емитују у дневном термину, о документарном, спортском и информативном програму
- Међународна академија телевизијске уметности и наука, која одлучује о наградама у категорији програма који су настали ван САД.

Еми додељују три повезане, али одвојене организације: Академија телевизијских уметности и наука (ATAS), Национална академија телевизијских уметности и наука (NATAS) и Међународна академија телевизијских уметности и наука (ИАТАС). Свака од ове три организације одговорна је за администрирање одређеног скупа церемонија доделе Емија. ATAS је први пут доделио Еми 1949. у част емисија произведених у области Лос Анђелеса пре него што је то постао национални догађај током 1950-их у част програма емитованих широм земље. Током наредне две деценије, ATAS, NATAS и IATAS су проширили награду да одају почаст другим секторима ТВ индустрије.

## Историја
Академија за телевизијску уметност и науку (ATAS) са седиштем у Лос Анђелесу установила је награду Еми као део могућности за изградњу имиџа и односa са јавношћу. Прва церемонија доделе награде Еми одржана је у Hollywood Athletic Clubs 25. јануара 1949. Име Emmy је феминизација имена Immy, надимка који је коришћен за цеви раних телевизијских камера. Ширли Динздејл је постала прва особа која је освојила Еми на првој церемонији. Кип награде Еми изгледа као жена са крилима која држи атом, што је постао симбол телевизијске академије за уздизање уметности на телевизији. Статуету је израдио инжењер Луис Мекманус.
Током 1950-их, ATAS је проширио доделу Емија у национални догађај у част емисија које су емитоване широм САД на телевизији. Године 1955. у Њујорку је формирана Национална академија телевизијске уметности и науке (NATAS) као сестринска организација која служи члановима на Источној обали. Док је ATAS одржавао посебну церемонију у част емисија које се емитују локално у области Лос Анђелеса, the NATAS је успоставио регионалне огранке широм остатка Сједињених Држава, при чему је сваки развио сопствену локалну Еми церемонију за локални програм.
Првобитно се одржавао само један Еми догађај годишње у част емисија које се емитују на националном нивоу у Сједињеним Државама. Године 1974, одржана је прва Дневна Еми церемонија у част достигнућа у националном дневном програму. Ускоро су уследили и други Еми догађаји специфични за дата подручја. Такође, Међународне Еми награде, у част телевизијских програма произведених и првобитно емитованих ван САД, установљене су раних 1970-их. У међувремену, све Еми награде које су додељене пре појаве ових одвојених догађаја специфичних за подручје су наведене заједно са Еми наградама ударног термина у званичним записима ATAS-а.
Године 1977, услед разних сукоба, ATAS и NATAS су прекинули везе. Сложили су се да деле власништво над статуом Еми и заштитним знаком, при чему је свака организација одговорна за администрирање одређеног скупа догађаја за доделу награда. Постојао је изузетак у погледу инжењерских награда (оне којима се одају почаст појединцима, компанијама или научним или техничким организацијама у знак признања значајног развоја и доприноса инжењерским и технолошким аспектима телевизије): NATAS наставља да администрира Еми награде за технологију и инжењеринг, док ATAS држи засебне Еми награде за инжењеринг ударног термина.
Са успоном кабловске телевизије током 1980-их, кабловски програми су се први пут квалификовани за Прајметајм Еми 1988, и Дејтајм Еми 1989. Године 2011, ABC је отказала сапунице Сва моја деца и Један живот за живот, и продали су лиценцна права за те две емисије продукцијској компанији Проспелт Парк како би се могле наставити на стриминг телевизији; ово је подстакло NATAS да креира нову категорију дневних Емија за церемонију 2013. у част такве серије само за веб. ATAS је такође почео да прихвата оригиналне онлајн стриминг телевизијске програме 2013. године.
У децембру 2021. године, ATAS и NATAS најавили су велико престројавање церемонија националне награде Еми као одговор на раст стримовања телевизијских програма, чиме се замагљују линије у одређивању које емисије спадају у дневне или ударне термине. Обим сваке церемоније сада би се кретао око фактора као што су теме и учесталост таквог програма, а не делова дана. Међу великим променама, дневне драме су остале на дневним Емијима, али већина других драма и комедија по сценарију су премештени на Прајметајм Еми, сви програми за децу су се преселили на новостворене Дечје и породичне Емије које је NATAS раније најавио у новембру 2021. године, јутарње емисије се пресељене са дневних Емија на Еми за вести и документарне филмове, а емисије разговора су биле подељене између дневних и премијерних Емија на основу „карактеристики формата и стила који одражавају тренутни програм у дневном или касноноћном простору“. Реорганизација емисија игара и категорија наставног програмирања биће одређена касније 2023. године.

## Статуа
Статуету Еми, која приказује крилату жену која држи атом, коју је дизајнирао телевизијски инжењер Луис Макманус, који је користио своју супругу као модел. ATAS је одбио четрдесет седам предлога пре него што се 1948. одлучио за Макманусов дизајн. Статуета је „од тада постала симбол циља ТВ академије да подржи и подиже уметност и науку телевизије: крила представљају музу уметности; атом електрон науке.“
Приликом одлучивања о имену за награду, оснивач ATAS -а Сид Касид је првобитно предложио „Ајк“, надимак за цев за телевизијски иконоскоп. „Ајк” је био и популарни надимак хероја Другог светског рата и будућег председника САД Двајта Д. Ајзенхауера, а чланови ATAS-а желели су нешто јединствено. Коначно, телевизијски инжењер и трећи председник академије Хари Лубке предложио је назив „Ими“, термин који се обично користи за цев за слику ортикона која се користила у раним камерама. Након што је „Ими” изабран, касније је феминизован у Еми како би име одговарало њиховој женској статуети.
Тежина и димензије статуете Еми варирају у зависности од догађаја. Свака статуета Еми Прајмтајма тежи шест six lb twelve and a half oz (3,08 kg) и направљена је од бакра, никла, сребра и злата. Статуа је висока 15,5 in (39 cm), са пречником основе од 7,5 in (19 cm) и тежином од 88 oz (2,5 kg). Статуета Регионалне награде Еми је висока 11,5 in (29 cm), са пречником основе од 5,5 in (14 cm) и тежином од 48 oz (1,4 kg). За сваку је потребно пет и по сати да се направи и њоме се рукује белим рукавицама како би се спречило остављање отисака прстију. Прајмтајм Еми статуе производи Р.С. Овенс & компанија са седиштем у Чикагу, Илиноис, која је такође била задужена за производњу статуа за Оскара до 2016. године, када је AMPAS прешао на Полич Талик у Волдену, Њујорк. Регионалне награде Еми праве Р.С. Овенс & компанија и Society Awards, компанија са седиштем у Њујорку која такође прави награде Златни глобус.
Као власници заштитних знакова, ATAS и NATAS држе чврста правила о коришћењу слике „Еми“ као и њеног имена. На пример, статуета Еми мора увек да се појављује окренута лево. Свако обавештење о ауторским правима за статуу треба да гласи „ATAS/NATAS“, наводећи обе академије. Чланови Академије такође морају да добију дозволу да користе слику или име статуе у промотивне сврхе иако су добитници награде. Штавише, ДВД-ови емисија награђених Емијем могу упућивати на чињеницу да су добили Еми, али не могу да користе слику статуе осим ако се не може уклонити из свих копија годину дана након уручења награде.

## Врсте

### Еми за ударне термине
Представљају награде које се додељују америчким телевизијским програмима у ударном термину. Церемоније се углавном одвијају средином септембра и емитују се на каналима ABC, CBS, NBC и Fox.

### Дневни Еми
Представљају награде које се додељују америчким свакодневним телевизијским програмима. Први Дневни Еми додељен је 1972. године.

### Спортски Еми
Представљају награде које се додељују америчким спортским телевизијским програмима. Церемонија се одржава сваког пролећа, углавном негде задње две недеље у априлу или прве недеље септембра.

### Технолошко-инжењерски Еми
Представља награде које се додељују индивидуалцима, компанијама или научним организацијама које су увелико помогле развоју технологије на телевизији.

### Регионални Еми
Представља локалне награде које се додељују регионалним америчким телевизијским тржиштима. Ове награде су мање гламорузне.

### Међународни Еми
Представља награде које се додељују најбољим телевизијским програмима изван САД. Сваки програм који је номинован се емитује на фестивалу у Њујорку дан пре одржавања церемоније.